# تپه گون کاور
تپه گون کاور مربوط به دوره اشکانیان - سده‌های اولیه و میانه دوران‌های تاریخی پس از اسلام است و در شهرستان سلسله، بخش فیروزآباد، دهستان فیروزآباد، ۱/۸ متری جنوب غرب روستای ده آقا واقع شده و این اثر در تاریخ ۲۲ اسفند ۱۳۸۵ با شمارهٔ ثبت ۱۸۲۵۹ به‌عنوان یکی از آثار ملی ایران به ثبت رسیده است.
این تپه پس از ثبت به عنوان آثار ملی ایرانی در ۲۲ اسفند ۱۳۸۵ مورد استقبال بیشتری توسط گردشگران داخلی و خارجی قرار گرفت.